# Gilles Deleuze
Gilles Deleuze   (17è districte de París, 18 de gener de 1925 - 17è districte de París, 4 de novembre de 1995) fou un filòsof francès, un dels més importants i influents de la segona meitat del segle xx.

## Biografia
Entre 1944 i 1948, va cursar els seus estudis de Filosofia a la Sorbona. Alguns dels seus professors van ser Ferdinand Alquié, Georges Canguilhem, Maurice de Gandillac i Jean Hippolyte. Després de finalitzar els seus estudis es va consagrar a realitzar una sèrie de monografies sobre alguns filòsofs com ara Immanuel Kant, Baruch Spinoza, Friedich Nietzsche o Henri Bergson, els quals, malgrat el seu eminent valor didàctic, contenen les primeres formes de consolidació del seu propi pensament intel·lectual.
Aquest pensament es configura plenament amb la publicació de Différence et répétition i Logique du sens, el primer de 1968 i el segon de 1969. També el 1969, coneix Félix Guattari, un psicoanalista heterodox, amb el qual començarà una llarga i fructífera col·laboració que cristal·litzarà en els dos volums de «Capitalisme i esquizofrènia»: L'Anti-Œdipe (1972) i Mille Plateaux (1980). Arran d'aquesta col·laboració és que apareix la famosa declaració de Deleuze en la qual s'estableix que «el que defineix un sistema polític és el camí pel qual la seva societat ha transitat».
A més de les seves obres de relectura del treball d'altres filòsofs, va escriure també sobre escriptors com ara Franz Kafka, Alfred Jarry, Marcel Proust o Leopold von Sacher-Masoch, i sobre el cinema a L'image temps (1983) i L'image mouvement (1985). Deleuze es retirarà de la vida universitària a la Universitat París 8. Vincennes - Saint-Denis el 1987.
«Un dia, el segle serà deleuzià», va ser l'expressió de Michel Foucault amb relació a un filòsof que va marcar profundament el pensament de la segona meitat del segle xx. «La filosofia és l'art de formar, d'inventar, de fabricar els conceptes», va afirmar el mateix Deleuze a Què és la filosofia?.
En els seus últims anys de vida, Deleuze va sofrir d'una greu insuficiència respiratòria. Es va llevar la vida el 4 de novembre de 1995 llançant-se al buit per una finestra del seu apartament en l'avenue Niel.

## Filosofia
Les obres de Deleuze es divideixen en dos grups: d'una banda, les monografies que interpreten l'obra d'altres filòsofs (Baruch Spinoza, Gottfried Wilhelm Leibniz, David Hume, Immanuel Kant, Friedrich Nietzsche, Henri Bergson, Michel Foucault) i els artistes (Marcel Proust, Franz Kafka)., Francis Bacon); de l'altra, toms filosòfics eclèctics organitzats per concepte (p. ex., diferència, sentit, esdeveniments, esquizofrènia, economia, cinema, desig, filosofia). Tanmateix, els seus crítics i analistes consideren que aquests dos aspectes es superposen sovint, en particular, a causa de la seva prosa i el mapeig únic dels seus llibres que permeten lectures polièdriques.

### Metafísica
El principal projecte filosòfic de Deleuze en les obres que va escriure abans de les seves col·laboracions amb Guattari es pot resumir com una inversió de la relació metafísica tradicional entre identitat i diferència. Tradicionalment, la diferència es veu com una derivada de la identitat: per exemple, dir que «X és diferent de Y» suposa alguns X i Y amb identitats almenys relativament estables (com en les formes de Plató). Al contrari, Deleuze afirma que totes les identitats són efectes de la diferència. Les identitats no són ni lògicament ni metafísicament anteriors a la diferència, argumenta Deleuze, «tenint en compte que existeixen diferències de naturalesa entre coses del mateix gènere». És a dir, no només no hi ha dues coses iguals, sinó que les categories utilitzades per identificar els individus en primer lloc deriven de les diferències. Les identitats aparents com ara X estan compostes per sèries infinites de diferències, on «X = la diferència entre x i x {\displaystyle ^{\prime }} , i x {\displaystyle ^{\prime }} = la diferència entre...», i així successivament. La diferència, en altres paraules, va cap avall. Per confrontar la realitat amb honestedat, argumenta Deleuze, els éssers han de ser entès exactament tal com són, i els conceptes d'identitat (formes, categories, semblances, unitats d'apercepció, predicats, etc.) no aconsegueixen el que ell anomena diferència en si mateix. «Si la filosofia té una relació positiva i directa amb les coses, és només en la mesura que la filosofia pretén captar la cosa mateixa, segons el que és, en la seva diferència de tot allò que no és, és a dir, en la seva diferència interna».
Com Kant, Deleuze considera les nocions tradicionals d'espai i temps com a formes unificadores imposades pel subjecte. Per tant, conclou que la diferència pura és no espaciotemporal; és una idea, el que Deleuze anomena el virtual. (L'encunyació fa referència a la definició de Proust del que és constant tant en el passat com en el present: real sense ser real, ideal sense ser abstracte.) Mentre que les idees virtuals de Deleuze s'assemblen superficialment a les formes de Plató i a les idees de Kant raó, no són originals ni models, ni transcendeixen la possible experiència; en canvi, són les condicions de l'experiència real, la diferència interna en si mateixa. «El concepte que [les condicions] formen és idèntic al seu objecte». Per tant, una idea o concepte de diferència deleuzeans no és una abstracció semblant a un fantasma d'una cosa experimentada, és un sistema real de relacions diferencials que crea espais, temps i sensacions reals.
Així, Deleuze es refereix a vegades a la seva filosofia com un empirisme transcendental, en al·lusió a Kant. En l'idealisme transcendental de Kant, l'experiència només té sentit quan està organitzada per intuïcions (és a dir, espai i temps) i conceptes (com ara la causalitat). Suposant que el contingut d'aquestes intuïcions i conceptes són qualitats del món tal com existeix independentment de l'accés perceptiu humà, segons Kant, genera creences metafísiques seductores però sense sentit (per exemple, estendre el concepte de causalitat més enllà de la possible experiència dona lloc a especulacions no verificables sobre una primera causa). Deleuze inverteix la disposició kantiana: l'experiència supera els conceptes humans presentant novetats, i aquesta experiència crua de la diferència actualitza una idea, alliberada de categories prèvies, forçant la invenció de noves maneres de pensar.
Simultàniament, Deleuze afirma que l'ésser és unívoca, és a dir, que tots els seus sentits s'afirmen d'una sola veu. Deleuze pren prestada la doctrina de la univocitat ontològica del filòsof medieval Joan Duns Escot. En les disputes medievals sobre la naturalesa de Déu, molts teòlegs i filòsofs eminents (com Tomàs d'Aquino) sostenien que quan es diu que Déu és bo, la bondat de Déu només és anàloga a la bondat humana. Escot va argumentar al contrari que quan es diu que Déu és bo, la bondat en qüestió és exactament el mateix tipus de bondat que es vol dir quan es diu Jane és bona. És a dir, Déu només es diferencia dels humans en grau, i propietats com la bondat, el poder, la raó, etc. s'apliquen de manera unívoca, independentment de si es parla de Déu, d'una persona o d'una puça.
Deleuze adapta la doctrina de la univocitat per afirmar que l'ésser és, unívocament, diferència. «Amb la univocitat, però, no són les diferències les que són i han de ser: és l'ésser el que és Diferència, en el sentit que es diu de la diferència. A més, no som nosaltres els unívocs en un Ser que no ho és; som nosaltres i la nostra individualitat els que romanen equívocs en i per a un Ser unívoca». Aquí Deleuze es fa ressò alhora i inverteix Spinoza, que sostenia que tot el que existeix és una modificació de la substància única, Déu o Natura. Per a Deleuze, no hi ha una sola substància, només un procés sempre diferenciador, un cosmos d'origami, sempre plegant, desplegant, replegant. Deleuze resumeix aquesta ontologia en la fórmula paradoxal pluralisme = monisme.
Difference and Repetition (1968) és l'intent més sostingut i sistemàtic de Deleuze d'esbrinar els detalls d'aquesta metafísica, però les seves altres obres desenvolupen idees similars. A Nietzsche i Filosofia (1962), per exemple, la realitat és un joc de forces; a Anti-Èdip (1972), un cos sense òrgans; a Què és la filosofia? (1991), un pla d'immanència o caosmos.

### Epistemologia
La inusual metafísica de Deleuze comporta una epistemologia igualment atípica, o el que ell anomena una transformació de la imatge del pensament. Segons Deleuze, la imatge tradicional del pensament, que es troba en filòsofs com Aristòtil, René Descartes i Edmund Husserl, concep el pensament com un negoci majoritàriament no problemàtic. La veritat pot ser difícil de descobrir —pot requerir una vida de teorització pura, o càlcul rigorós, o dubte sistemàtic—, però el pensament és capaç, almenys en principi, d'entendre correctament fets, formes, idees, etc. Pot ser pràcticament impossible. assolir un punt de vista neutre i d'ull de Déu, però aquest és l'ideal aproximat: una recerca desinteressada que resulta en una veritat determinada i fixa; una extensió ordenada del sentit comú. Deleuze rebutja aquesta visió com un paper sobre el flux metafísic, en canvi afirma que el pensament genuí és una confrontació violenta amb la realitat, una ruptura involuntària de categories establertes. La veritat canvia el pensament; altera el que la gent pensa que és possible. Deixant de banda la suposició que el pensament té una capacitat natural per reconèixer la veritat, diu Deleuze, «la gent aconsegueix un pensament sense imatge, un pensament sempre determinat pels problemes en lloc de resoldre'ls. Tot això, però, pressuposa codis o axiomes que no són fruit de l'atzar, però que tampoc tenen una racionalitat intrínseca. És igual que la teologia: tot és força racional si s'accepta el pecat, la immaculada concepció i l'encarnació. La raó és sempre una regió tallada en l'irracional, no protegida de l'irracional, sinó que està travessada per aquest i només està definida per un tipus particular de relació entre factors irracionals».
La lògica del sentit, publicada l'any 1969, és una de les obres més peculiars de Deleuze en el camp de l'epistemologia. Michel Foucault, en el seu assaig Theatrum Philosophicum sobre el llibre, ho atribuïa a com comença amb la seva metafísica però s'hi aborda a través del llenguatge i la veritat; el llibre se centra en la simple condició que en comptes de denunciar la metafísica com la negligència de l'ésser, l'obliguem a parlar d'extraésser. S'hi refereix a paradoxes epistemològiques: a la primera sèrie, mentre analitza Alícia en terra de meravelles de Lewis Carroll, remarca que el jo personal requereix Déu i el món en general. Però quan els substantius i els adjectius comencen a dissoldre's, quan els noms de pausa i repòs són enduts pels verbs de l'esdevenir pur i llisquen cap al llenguatge dels esdeveniments, tota identitat desapareix del jo, del món i de Déu.
Les lectures peculiars de Deleuze sobre la història de la filosofia sorgeixen d'aquesta perspectiva epistemològica inusual. Llegir un filòsof ja no vol dir trobar una única interpretació correcta, sinó presentar l'intent d'un filòsof d'enfrontar-se a la naturalesa problemàtica de la realitat. Els filòsofs introdueixen nous conceptes, els expliquen, però no ens expliquen, no del tot, els problemes als quals aquests conceptes són resposta. […] La història de la filosofia, més que repetir el que diu un filòsof, ha de dir el que devia donar per fet, el que no va dir però, tanmateix, està present en el que va dir.
De la mateixa manera, en lloc de veure la filosofia com una recerca atemporal de la veritat, la raó o els universals, Deleuze defineix la filosofia com la creació de conceptes. Per a Deleuze, els conceptes no són condicions d'identitat o proposicions, sinó construccions metafísiques que defineixen un ventall de pensaments, com les idees de Plató, el cogito de Descartes o la doctrina de les facultats de Kant. Un concepte filosòfic es posa a si mateix i el seu objecte alhora que es crea. En opinió de Deleuze, doncs, la filosofia s'assembla més a la producció pràctica o artística que no pas a un complement a una descripció científica definitiva d'un món preexistent (com en la tradició de John Locke o Willard van Orman Quine).
En el seu treball posterior (aproximadament a partir de 1981), Deleuze distingeix clarament l'art, la filosofia i la ciència com a tres disciplines diferents, cadascuna relacionada amb la realitat de diferents maneres. Mentre que la filosofia crea conceptes, les arts creen noves combinacions qualitatives de sensació i sentiment (el que Deleuze anomena  percepcions i afectes ), i les ciències creen teories quantitatives basades en punts de referència fixos com la velocitat de la llum o el zero absolut. que Deleuze anomena funtius). Segons Deleuze, cap d'aquestes disciplines gaudeix de primacia sobre les altres: són maneres diferents d'organitzar el flux metafísic, línies melòdiques separades en constant interacció les unes amb les altres. Per exemple, Deleuze no tracta el cinema com un art que representa una realitat externa, sinó com una pràctica ontològica que crea diferents maneres d'organitzar el moviment i el temps. La filosofia, la ciència i l'art són igualment, i essencialment, creatius i pràctics. Per tant, en lloc de fer preguntes tradicionals d'identitat com ara és cert? o què és?, Deleuze proposa que les consultes siguin funcionals o pràctiques: què fa? o com funciona?

### Valors
En ètica i política Deleuze torna a fer-se ressò de Spinoza, encara que en clau clarament nietzscheana. Després del seu rebuig a qualsevol metafísica basada en la identitat, Deleuze critica la noció d'un individu com a detenció o aturada de la diferenciació (tal com suggereix l'etimologia de la paraula individu). Guiat per l’ètica naturalista de Spinoza i Nietzsche, Deleuze busca en canvi entendre els individus i les seves moralitats com a productes de l'organització dels desitjos i poders preindividuals.
En els dos volums de Capitalisme i esquizofrènia, Anti-Èdip (1972) i Mil altiplà (1980), Deleuze i Guattari descriuen la història com una congelació i regimentació de la  producció-desitjant (un concepte que combina característiques de les pulsions freudianes i del treball marxista)) en l'individu modern (típicament neuròtic i reprimit), l'estat-nació (una societat de control continu) i el capitalisme (una anarquia domesticada en una mercantilització infantilitzadora). Deleuze, seguint Karl Marx, celebra la destrucció per part del capitalisme de les jerarquies socials tradicionals com a alliberadora, però incideix en contra de la seva homogeneïtzació de tots els valors als objectius del mercat.
La primera part de Capitalisme i esquizofrènia emprèn una història universal i planteja l'existència d'un socius separat (el cos social que s'encarrega de la producció) per a cada mode de producció: la terra per a la tribu, el cos del dèspota per a l'Imperi, i el capital per al capitalisme.
En el seu assaig de 1990 Postscript on the Societies of Control, Deleuze es basa en la noció de Foucault de la societat de la disciplina per argumentar que la societat està experimentant un canvi d'estructura i de control. Allà on les societats de disciplina es caracteritzaven per tancaments físics discrets (com escoles, fàbriques, presons, edificis d'oficines, etc.), les institucions i tecnologies introduïdes des de la Segona Guerra Mundial han dissolt els límits entre aquests recintes. Com a resultat, la coacció i la disciplina socials s'han traslladat a la vida d'individus considerats com a massa, mostres, dades, mercats o bancs. Els mecanismes de control de les societats modernes es descriuen com a continus, el seguiment i el seguiment dels individus al llarg de la seva existència mitjançant registres de transaccions, seguiment d'ubicacions mòbils i altra informació d'identificació personal.
Però, com quadra Deleuze els seus diagnòstics pessimistes amb el seu naturalisme ètic? Deleuze afirma que els estàndards de valor són interns o immanents: viure bé és expressar plenament el seu poder, anar als límits del seu potencial, en lloc de jutjar el que existeix per normes transcendents i no empíriques. La societat moderna encara suprimeix la diferència i allunya les persones del que poden fer. Per afirmar la realitat, que és un flux de canvi i diferència, les identitats establertes s'han de capgirar i esdevenir així tot allò que poden arribar a ser, encara que exactament allò que no es pot conèixer per endavant. El cim de la pràctica deleuzeana, doncs, és la creativitat. «Aquí, potser, rau el secret: portar a l'existència i no jutjar. Si és tan repugnant jutjar, no és perquè tot tingui el mateix valor, sinó al contrari, perquè allò que té valor es pot fer o distingir. només desafiant el judici, quin judici expert, en art, podria suportar mai l'obra a venir?»

### Les interpretacions de Deleuze
Els estudis de Deleuze sobre filòsofs i artistes individuals són intencionadament heterodoxos. Deleuze va descriure una vegada el seu mètode d'interpretar els filòsofs com a buggery, com a colar-se darrere d'un autor i produir una descendència que és reconeixiblement seva, però també monstruosa i diferent.
Per tant, les diferents monografies no són intents de presentar el que Nietzsche o Spinoza pretenien estrictament, sinó reescenificacions de les seves idees de maneres diferents i inesperades. Les peculiars lectures de Deleuze pretenen representar la creativitat que creu que és el cim de la pràctica filosòfica. Un paral·lelisme en la pintura a què assenyala Deleuze és l'Estudi de Francis Bacon després de Velázquez; no té cap sentit dir que Bacon s'equivoca amb Velázquez. Consideracions similars s'apliquen, en opinió de Deleuze, als seus propis ús de termes matemàtics i científics, crítics re ritme com Alan Sokal: «No estic dient que Resnais i Prigogine, o Godard i Thom, estiguin fent el mateix. assenyalant, més aviat, que hi ha semblances notables entre els creadors científics de funcions i els creadors cinematogràfics d'imatges I el mateix passa amb els conceptes filosòfics, ja que hi ha conceptes diferents d'aquests espais».

### Similituds amb Heidegger
A partir de la dècada del 1930, el filòsof alemany Martin Heidegger va escriure en una sèrie de manuscrits i llibres sobre conceptes de diferència, identitat, representació i esdeveniment; sobretot, entre aquests, el Beiträge zur Philosophie(Vom Ereignis) (Escrit 1936-38; publicat pòstumament el 1989); cap dels textos rellevants va ser traduït al francès per la mort de Deleuze el 1995, excloent qualsevol possibilitat forta d'apropiació. No obstant això, els primers treballs de Heidegger es poden rastrejar a través del matemàtic Albert Lautman, que es va basar molt en Sein und Zeit i Vom Wesen des Grundes (1928) de Heidegger, que James Bahoh descriu com a ...influència decisiva sobre el matemàtic i filòsof del segle xx....] la teoria del qual de les idees dialèctiques Deleuze es va apropiar i modificar per al seu propi ús. L'estudiós de Deleuze, Daniel W. Smith, descriu generalment les similituds entre el pensament posterior de Heidegger, 1930-1976, i els primers treballs de Deleuze als anys 60 i 70:
| « | Diferència i repetició es podria llegir com una resposta a l'ésser i el temps (per a Deleuze, l'ésser és diferència i el temps és repetició). | » |

Bahoh continua dient que: ... llavors Beiträge es podria llegir com el doppelgänger inconscient i anacrònic de Diferència i repetició. Es considera que la filosofia de Deleuze i Heidegger convergeix en els temes de la diferència i l'esdeveniment. On, per a Heidegger, un ésser esdevenimental està constituït en part per la diferència com ... una dimensió essencial del concepte d'esdeveniment; per a Deleuze, l'ésser és diferència, i la diferència es diferencia per mitjà dels esdeveniments. En contrast amb això, però, Jussi Backman argumenta que, per a Heidegger, l'ésser només està unit en la mesura que consisteix i és diferència, o més aviat com el moviment de la diferència, no massa diferent de les afirmacions posteriors de Deleuze:
| « | ...la unitat i univocitat de l'ésser (en el sentit d'ésser), la seva igualtat, consisteix paradoxalment exclusivament en la diferència. | » |

Aquesta aprehensió mútua d'una ontologia diferencial i esdevenimental va conduir ambdós pensadors a una crítica extensa de la representació característica del pensament platònic, aristotèlic i cartesià; com diu Joe Hughes:  Diferència i repetició és una novel·la policial. Explica la història del que alguns lectors de Deleuze podrien considerar un crim horrible [...]: el naixement de la representació. Heidegger va formar les seves crítiques de manera més decisiva en el concepte del quàdruple [ alemany: das Geviert ], un fonament no metafísic de la cosa (en oposició a objecte) com a no fonamentat, mediat, significatiu i compartit units en un esdeveniment d'apropiació [ Ereignis ]. Aquesta ontologia esdevenimental continua a Identität und Differenz, on el concepte fonamental expressat a Diferència i repetició, de destronar la primacia de la identitat, es pot veure al llarg del text. Fins i tot en textos heideggerians anteriors com Sein und Zeit, però, la crítica de la representació és ... projectada en termes de l'ésser de la veritat, o els processos de descoberta i cobertura (basats en l'existència del Dasein) pels quals els éssers entren i es retiren. de la presència fenomenal. Paral·lelament, l'extensa crítica de la representació de Deleuze (en el sentit de detallar també una genealogia de les creences antiquades) es dona ... en termes de ser o devenir com a diferència i repetició, juntament amb processos genètics d'individuació mitjançant els quals els éssers arribar a existir i desaparèixer.
El temps i l'espai, per a tots dos pensadors, també es constitueixen de maneres gairebé idèntiques. L'espai-temps del Beiträge i les tres síntesis de Diferència i repetició aprehenen el temps com a fonamentat en la diferència, mentre que la distinció entre l'espai-temps del món [Welt] i l'espai-temps com la producció final d'aquest tipus. un espai-temps es reflecteix en la categorització de Deleuze entre la temporalitat del que és real i la temporalitat del virtual en la primera i la segona/tercera síntesi respectivament.
Un altre paral·lelisme es pot trobar en la utilització de les anomenades paradoxes generatives, o més aviat problemes l'element problemàtic fonamental dels quals està constantment fora de la comprensió categòrica aficionada a les ciències formals, naturals i humanes. Per a Heidegger, aquesta és la Terra en el quàdruple, quelcom que té com un dels seus trets el comportament d'articulació resistent, el que ell qualifica de conflicte; per a Deleuze, un exemple semblant es pot trobar a la paradoxa de la regressió, o de la proliferació indefinida a la Lògica del sentit.

## Traduccions al català
- Foucault.  Barcelona: Edicions 62, 1987. ISBN 978-84-297-2643-5.
- Què és la filosofia?.  Barcelona: Pasta de Dibuix, 2021. ISBN 978-84-122661-0-8.